# 라자크 부카리
압둘라자크 부카리(프랑스어: Abdoul-Razak Boukari, 1984년 4월 25일 ~ )는 토고의 프로 축구 선수로, 윙어로 활약하고 있다.
샤토루에서 프랑스 최고 수준의 축구 선수로 성장한 그는 2012년 울버햄프턴 원더러스에 입단하기 전까지 랑스와 렌에서 활약했다. 2016년에는 샤토루로 돌아와 2022년까지 클럽에서 활약했다.

## 구단 경력

### 랑스
2006년 6월, 그는 리그 1의 랑스와 5년 계약을 체결했다. 그는 첫해에 29경기, 두 번째 시즌에 19경기에 출전했지만 클럽이 강등되는 것을 막지 못했다. 더 많은 출전 시간을 약속받은 부카리는 강등 후에도 남아 2009-10년 시즌 리그 2 챔피언으로 승격한 팀의 일원이 되었다.

### 렌
2011년 1월, 그는 4년 반 계약으로 리그 1의 동료 클럽인 렌과 450만 유로에 계약하기 위해 랑스를 떠났다. 그는 새 클럽에서 18경기에서 4골을 넣었고, 대부분 선발로 출전했지만 부상으로 남은 시즌 동안 결장했다.
그러나 그는 다음 시즌 조나탕 피트로이파에게 주전 자리를 빼앗겼다. 이러한 상황은 2012년 1월, 왼쪽 허벅지 부상으로 인해 부카리가 4주 동안 결장하면서 더욱 악화되었다. 하지만 부카리는 20경기에 출전했고, 그 중 13경기는 교체로 출전해 3골을 넣으며 6위를 차지했다.

### 울버햄프턴 원더러스
부카리는 2012년 8월 27일, EFL 챔피언십의 울버햄프턴 원더러스로 이적하여 4년간 미공개 이적료에 계약을 체결했다. 불과 몇 주 전까지만 해도 부카리는 새로 승격된 프리미어리그 팀인 웨스트햄 유나이티드에서 시범 운영 기간을 보냈지만, 대신 울버햄프턴 원더러스의 윙어 매슈 자비스를 영입하기로 결정했고, 결국 부카리가 영입할 울버햄프턴 원더러스의 자리를 열었다.
시즌 시작이 촉망되던 부카리는 종아리 부상을 당한 후 2012년 9월 29일, 셰필드 웬즈데이와의 경기에서 1-0으로 승리하는 과정에서 교체 투입되었다. 이후 3~6주 동안 경기에 나서지 못할 것이라는 보도가 나왔지만, 2013년 가을이 되어서야 컨디션이 회복될 것이라는 보도가 나왔다.

## 국가대표팀 경력
토고와 프랑스에서 이중 국적을 가진 부카리는 2006년 11월 14일, 스웨덴과의 경기에서 프랑스 U-21 국가대표팀 데뷔 전을 치렀다. 2010년 7월, 그는 토고 축구 연맹에 그 후 토고를 대표할 것을 확인했다. 2010년부터 2018년까지 부카리는 토고 국가대표팀에서 뛰었다.